# Phil Collins
Philip David Charles (Phil) Collins (Chiswick (Londen), 30 januari 1951) is een Brits popmuzikant. Hij werd bekend als drummer en leadzanger van de progressieve-rockband Genesis, won als soloartiest verscheidene Grammy's en een Academy Award en had eveneens een succesvolle carrière als acteur.
Zijn singles, die vaak over verloren liefdes gaan, varieerden van het met drums beladen In the Air Tonight, tot het dance-popnummer Sussudio en de politieke opvattingen van zijn succesvolle nummer Another Day in Paradise. Zijn internationale populariteit veranderde Genesis van een progressieve-rockband met een relatief kleine groep fans tot een van de grootste rockbands aller tijden met een vertrouwde naam binnen de hitlijsten.
Bij Genesis begon hij in eerste instantie alleen met drummen en was hij achtergrondzanger voor leadzanger Peter Gabriel. Pas in 1975, toen Gabriel de band verliet, werd Collins hoofdzanger van Genesis. Tegen het einde van de jaren zeventig was met de hit Follow You Follow Me de drastische verandering ten opzichte van de vroege jaren duidelijk en bleek dat de band goed zonder Gabriel kon. Zijn solocarrière, die flink beïnvloed is door zijn privéleven, brachten hem en Genesis tot een commercieel succes. Volgens Atlantic Records was Collins' totale wereldwijde afzet als een soloartiest in 2002 meer dan 100 miljoen albums. Dat maakt Collins de derde artiest, die zowel met een band als solo meer dan 100 miljoen albums heeft verkocht. Michael Jackson en Paul McCartney hebben dat eerder bereikt.
Collins werkte met veel artiesten samen, onder wie The Four Tops, George Harrison, Paul McCartney, Robert Plant, Eric Clapton, Frida van ABBA, Mike Oldfield, Sting, Brian Eno, Peter Gabriel, Led Zeppelin, Ozzy Osbourne, Queen, Laura Pausini, Lil' Kim, Philip Bailey, John Martyn en The Who.

## Jeugd
Collins groeide op in West-Londen, samen met zijn ouders, broer en zus. Al op jonge leeftijd ging hij naar een theaterschool en verwierf hij rollen in onder andere de musical Oliver!. Collins' hart lag echter meer bij de muziek. Op zijn vijfde begon hij met drummen. Collins' beroepscarrière begon als drummer in de obscure rockband Flaming Youth. In deze tijd speelde hij ook mee als percussionist op All Things Must Pass, het derde soloalbum van Beatle George Harrison. Zijn percussiewerk werd echter tot grote teleurstelling van Collins niet op het album gebruikt.

## Genesis
In 1970 beantwoordde de 19-jarige Collins een advertentie in het Engelse muziekblad Melody Maker, waarin werd gevraagd om een drummer. De advertentie werd geplaatst door de toenmalige manager van Genesis, met de toen nog onbekende Peter Gabriel als leadzanger. Tijdens de auditie werden verscheidene drummers beluisterd, maar er was er niet één die zoveel indruk maakt als de jonge Collins. Collins baarde opzien door zijn technische manier van spelen, of zoals Tony Banks, Genesis' toetsenist, ooit in een interview zei: "Toen Phil bij de band kwam, was hij de beste muzikant in de band."
Behalve dat hij de drums speelde, was Collins ook de leadzanger bij enkele Genesis-nummers zoals For Absent Friends van het album Nursery Cryme en More Fool Me van het album Selling England by the Pound. In ieder geval was hij tot 1975 vaste achtergrondzanger.
In 1975, na de tournee van het album The Lamb Lies Down on Broadway, besloot zanger Gabriel Genesis te verlaten. Na een vruchteloze intensieve speurtocht naar een nieuwe zanger besloot Collins zelf de rol van leadzanger op zich te nemen. Op de albums bleef hij ook drummen, maar voor de liveshows werd een nieuwe drummer gezocht. In 1976/1977 was dit Bill Bruford (Yes, King Crimson). Vanaf 1977, toen Bruford zich op andere dingen wilde richten, werd de drumkruk tijdens de live optredens ingenomen door Chester Thompson (Frank Zappa, Weather Report).
Het eerste album met Collins als leadzanger A Trick of the Tail was een groot succes. Van het album werden meer exemplaren verkocht dan van alle andere vroegere Genesis-albums samen. De band was commercieel het meest succesvol met Collins als zanger. In 1978 was daar dan ook de eerste wereldhit: Follow You Follow Me.
In de jaren zeventig speelde Collins ook drums bij jazzfusionband Brand X en speelde hij op albums van onder anderen Brian Eno, Robert Fripp en John Cale. In de jaren tachtig speelde Collins met onder meer Adam Ant, Eric Clapton, Howard Jones, Tears for Fears en Robert Plant.

### Genesis in de jaren tachtig en negentig
In de jaren tachtig veranderde Genesis van een progressieve-rockband naar een ruimer muzikaal georiënteerde band. Ze waren toen al lang niet meer in één muzikaal genre onder te brengen. Met Collins als leadzanger zorgde Genesis voor een lange rij van succesvolle albums en singles, zoals het album Invisible Touch uit 1986, dat voor Genesis het eerste nummer 1-album in Engeland was. De groep ontving datzelfde jaar ook een MTV Video of the Year-award voor de video van de hitsingle Land of Confusion.
Na een enorme wereldtournee in 1992 en 1993 als vervolg op het album We Can't Dance, zei Collins in 1993 Genesis vaarwel. Collins wilde zich meer richten op zijn solocarrière en vond dat hij dat niet langer kon combineren met zijn rol in Genesis.
Toch kwam Collins in 1999 nog een keer samen met zijn oude Genesis-bandleden Peter Gabriel, Tony Banks, Mike Rutherford en Steve Hackett om het nummer Carpet Crawlers opnieuw op te nemen voor de hitcompilatie: Turn It On Again...The Hits.

## Solo

### Face ValueenHello, I Must Be Going!
In 1981 startte Collins zijn solocarrière met het album Face Value, een album dat tot vijf jaar na verschijnen in de albumparades bleef opduiken. De nummers die later Face Value zouden worden vond Collins te persoonlijk om te gebruiken voor Genesis, veel gaan over de scheiding van zijn eerste vrouw in 1978, en ze verdwijnen aanvankelijk in de koelkast. Maar nadat Atlantic Records-baas Ahmet Ertegün de nummers heeft gehoord, biedt hij Collins meteen een contract aan. De eerste single van het album In the Air Tonight wordt een grote hit over de hele wereld en opeens is Collins behalve leadzanger van Genesis ook een succesvol soloartiest.
Collins gaat door met zowel Genesis als zijn solocarrière en brengt in 1982 zijn tweede soloalbum uit: Hello, I Must Be Going! De single van dit album, een cover van The Supremes-hit You Can't Hurry Love wordt een wereldwijd succes. Ook het album zelf wordt veel verkocht. In 1982 en 1983 gaat hij voor het eerst als soloartiest op wereldtournee. Zijn allereerste soloconcert vond plaats in het Congrescentrum in Den Haag.
In 1982 produceert, drumt en zingt hij mee op Something's Going On, het eerste soloalbum van Anni-Frid Lyngstad, beter bekend van de Zweedse popgroep ABBA. In 1984 wordt Collins gevraagd een nummer te schrijven voor de film Against All Odds. Collins heeft nog een ongebruikt nummer van de Face Value-sessies en besluit dit te gebruiken voor de film. Met Against All Odds (Take a Look at Me Now) heeft Collins een nieuwe wereldhit en een Oscarnominatie te pakken.

### No Jacket Required
In 1985 komt Collins' succesvolste soloalbum tot dan toe uit: No Jacket Required. Met een lange reeks top 10-singles, waaronder Sussudio, Don't Lose My Number, Take Me Home en One More Night, en verscheidene Grammy's is Collins een van de grootste wereldsterren van de jaren tachtig. Ook zijn duet met Earth, Wind & Fire-zanger Philip Bailey, Easy Lover, is wereldwijd een hit. In 1985 gaat Collins wederom op wereldtournee en speelt hij voor miljoenen fans tijdens de No Jacket Required World Tour....No Ticket Required!

### Live Aid
In datzelfde jaar treedt Collins tijdens Live Aid niet alleen op in het Wembley stadion in Engeland, maar ook in Philadelphia met Led Zeppelin en Eric Clapton. Hij was per Concorde naar Philadelphia gevlogen, zodat hij dezelfde dag nogmaals het podium op kon. 
In de periode van 1986 tot en met 1989 maakte Collins samen met toetsenist Greg Phillinganes en bassist Nathan East tijdens enkele tournees deel uit van de tourband van Eric Clapton.
In 1988 pakt Collins het acteren weer op, als hij de hoofdrol speelt in de film Buster, een film over Buster Edwards, een van de overvallers tijdens de grote treinroof in Londen begin jaren zestig. Zijn muziek voor de film, de cover A Groovy Kind of Love en Two Hearts, dat Collins samen met Motown-schrijver Lamont Dozier schreef, worden wereldhits. Ook speelde Collins in de serie Miami Vice.

### ...But Seriously
In 1989 kwam ...But Seriously uit, een album vol nummers over de problemen in de wereld. Van honger en racisme tot oorlog, maar ook enkele zeer persoonlijke nummers over de band met zijn vader, zijn eigen zoon en zijn mislukte huwelijk. Ook dit album breekt weer alle verkooprecords. De single Another Day in Paradise wordt al gauw door vele daklozenorganisaties over de hele wereld gebruikt. Collins vraagt daklozen te helpen door tijdens elk concert geld op te halen voor een plaatselijke daklozenorganisatie. Het geld dat wordt opgehaald verdubbelt hij.
Collins maakte zich in die periode niet geliefd bij de merchandisingbedrijven, door bij ieder concert aan het publiek te vertellen vooral geen Phil Collins-T-shirts of andere merchandising te kopen omdat hij toch al "enough fucking money" heeft. Het geld is beter bestemd in de collectebussen voor de daklozen.
Het album ...But Seriously won een Grammy Award voor Record of the Year en in 1990 begon Collins' derde solotournee, de Serious Tour met als resultaat de cd Serious Hits... Live! en de video/dvd Serious Hits Live in Berlin!

### Both Sides
In 1993, toen Collins Genesis inmiddels had verlaten en de hoofdrol had gespeeld in Frauds, kwam Collins' vijfde soloalbum uit: Both Sides. Dit keer geen upbeatnummers met veel blazers, maar juist rustige zeer persoonlijke en vaak hartverscheurende nummers. Het album was geïnspireerd op zijn slechte huwelijk, Collins heeft het hele album zelf opgenomen. Hij schreef alle nummers alleen, speelde alle instrumenten en produceerde het zelf. Het is een van zijn meest persoonlijke albums.
Alhoewel het album wereldwijd de nummer 1-positie in de albumlijsten behaalde, werden er niet zo veel van verkocht als van de albums daarvoor. Collins zei in interviews, dat hij niet meer echt thuishoorde in de muziekwereld, maar toch ging hij met de muziek van dit album en van het album daarvoor op tournee. Het werd de grootste tournee tot dat moment.
In 1994 en 1995 speelde Collins met de Both Sides World Tour op alle continenten. In twee jaar tijd speelde Collins voor miljoenen mensen over de hele wereld.

### Dance into the Light
In 1996 kwam Dance into the Light uit. Collins heeft het geluk hervonden in de liefde en dat is te horen. Met onder andere een cover van Bob Dylans The Times They Are a-Changin' en het vrolijke Wear My Hat, met in de videoclip een gastoptreden van Danny DeVito, doet dit album weer denken aan de lichte muziek van Collins rond de tijd van No Jacket Required. Het succes is niet hetzelfde.
In 1997 toerde Collins met de Dance into the Light... A Trip into the Light World Tour over de wereld. Voor het eerst speelde Collins niet vanaf een normaal podium, maar op een rond podium geplaatst in het midden van de zaal. Dit houdt in dat de gehele band gedurende het concert in beweging moest blijven om voor iedereen even goed zichtbaar te kunnen zijn.

### The Phil Collins Big Band
Collins heeft zijn liefde voor jazz- en bigbandmuziek nooit onder stoelen of banken gestoken. In 1996 speelde Collins in Londen twee shows met een Big Band in de Royal Albert Hall voor Nelson Mandela en de Engelse koningin. Hierdoor bloeide Collins' liefde voor de jazz weer op en besloot hij met de 24-koppige Phil Collins Big Band op tournee te gaan langs vele grote jazz-festivals, waaronder die in Montreux in Zwitserland en het North Sea Jazz Festival in Den Haag. Veel mensen stonden verbaasd toen bleek dat Collins niet zou zingen tijdens deze optredens. Hij speelde wel Genesis- en solonummers, maar nu alleen instrumentaal, in bigbandstijl en op zijn favoriete instrument, de drums.
In 1998 ging Collins nogmaals met de Big Band op tournee en nam hij ook het livealbum The Phil Collins Big Band, A Hot Night in Paris op.
Na dit succes stortte Collins zich in een totaal andere wereld.

### Disney
Toen Collins door Walt Disney werd gevraagd muziek te schrijven voor hun nieuwste film Tarzan, twijfelde hij er eerst aan of hij wel muziek kon schrijven zoals Alan Menken of Elton John dat ooit hadden gedaan voor Disneyfilms. Als Disney hem ervan overtuigt dat ze niet willen dat hij schrijft zoals Menken of John, maar juist als zichzelf neemt Collins de uitdaging aan. De film Tarzan werd een groot en wereldwijd succes. Als klap op de vuurpijl wint Collins in 2000 ook een Oscar voor het nummer You'll Be in My Heart, de titelsong van de film, geschreven voor zijn dochter Lily.

### Testify
In 2002 komt Collins' zevende soloalbum uit: Testify. De eerste single van het album, Can't Stop Loving You, is een wereldhit, met onder andere nummer 1 in de Verenigde Staten en hoge noteringen in de rest van de wereld lijkt Collins terug van weggeweest, maar zoals hij zelf zegt: "Ik ben nooit weggeweest, alleen wat minder in beeld." Het album wordt desondanks niet zo veel in Engeland en Amerika verkocht, als dat werd gedacht, maar weet wel de harten van de Europeanen en Aziaten te veroveren met top 5-posities in onder andere Nederland, Duitsland, Frankrijk, Spanje, Italië, België, Japan en China.
Tijdens de opnamesessies voor Testify in 2000 werd Collins getroffen door een beroerte in zijn oor, waardoor een gedeelte van zijn gehoor aan de linkerkant wegviel. Zijn dokter raadde hem af ooit nog op tournee te gaan. Naarmate de tijd echter verstrijkt raakt Collins gewend aan zijn mindere gehoor en kan hij er goed mee omgaan. Een tournee zit er echter niet meer in, vreest hij. Dan wordt hij opnieuw gevraagd door Disney om muziek te schrijven voor een film, ditmaal voor Brother Bear. Deze keer geen Oscar, maar wel een succesvolle single: Look Through My Eyes.
In 2002 speelt Collins drums in de huisband van het Queen's Jubilee Concert, een rockconcert ter ere van het gouden jubileum van de Britse koningin Elizabeth. Als huisdrummer speelt Collins met zo'n beetje iedere artiest, onder wie Ozzy Osbourne, Paul McCartney, Queen en Cliff Richard. De hele wereld krijgt te zien hoe veelzijdig deze grote kleine man uit Londen is. Ook treedt hij zelf op met You Can't Hurry Love.

### First Final Farewell Tour
In 2003 kondigt Collins dan toch zijn afscheidstournee aan. De gehoorbeschadiging is niet verdwenen maar Collins kan ermee leven en daarom besluit hij, voordat hij zijn taak als vader prioriteit gaat geven, om nog één keer afscheid van zijn fans te nemen. Hoewel hij nog wel doorgaat met het maken van albums en blijft optreden, zal dit wel het einde betekenen van lange tournees.
De First Final Farewell Tour, met in het voorprogramma Mike and the Mechanics, de band van oud Genesis gitarist Mike Rutherford, begint in juni 2004 en gaat langs alle grote Europese steden. Collins trekt volle stadions, waaronder de Amsterdam ArenA, uitverkocht binnen 15 minuten, en het Olympisch Stadion in München. Elk beschikbare kaartje tijdens het Europese deel van de tournee wordt verkocht. Na een vakantiepauze gaat de tournee in september 2004 verder door Noord-Amerika en Canada.
Een jaar later in oktober 2005 begint hij weer en reist Collins met zijn tournee langs Griekenland, Turkije, de Verenigde Arabische Emiraten, Israël, Rusland, Finland, Estland, Letland, Hongarije, Kroatië, Servië-Montenegro, Roemenië, Libanon, Ierland, Schotland, Tsjechië en Dubai.
Al met al is de First Final Farewell Tour Collins' grootste en langste tournee uit zijn carrière.

### MusicalTarzan
In 2005 wordt Collins gevraagd om samen met Walt Disney te werken aan de musical Tarzan, gebaseerd op de film uit 1999. Collins schrijft negen nieuwe nummers voor de musical, evenals verscheidene instrumentale nummers en begeleidt het creatieve team en de cast vanaf dag 1 tot aan de première op 10 mei 2006 in New York. De officiële cd van de musical, met als bonustrack het nummer Everything That I Am gezongen door Collins, wordt in juli 2006 uitgebracht. In 2007 vond de première plaats van de Nederlandse versie van de musical. Ook hier wil Collins zo veel mogelijk bij betrokken zijn en hij is dan ook veel in Nederland om castingsessies en repetities bij te wonen. Natuurlijk is Collins ook aanwezig op de première in Scheveningen. Alhoewel de musical in Nederland uitermate succesvol is, dalen de bezoekerscijfers in New York. Disney besluit daarom om de musical Tarzan vanaf 8 juli 2007 te laten stoppen. Na iets meer dan een jaar valt het doek voor de Amerikaanse versie van de musical.

### Echtscheiding
In 2006 komt er zoals Collins dat zelf zegt plotseling een einde aan zijn huwelijk. Officiële berichten zeggen dat 'verschil in interesses' de twee uit elkaar hebben laten groeien. Collins is compleet uit het veld geslagen door de beslissing van zijn (nu) ex-vrouw en heeft moeite met de verwerking ervan. In interviews zegt hij dat hij nu vooral leeft voor zijn twee zoontjes en hij deze zo veel mogelijk wil zien. Hij blijft wel in Zwitserland dichtbij zijn 'twee jongens' wonen.

### Turn It On Again
Op 19 oktober 2006 werd bekend dat Genesis toch weer op tournee gaat. Op 7 november 2006 hebben Phil Collins, Mike Rutherford en Tony Banks een persconferentie gegeven om Turn It On Again...The Tour aan te kondigen.
Na een gesprek met Steve Hackett en Peter Gabriel backstage na Collins' concert in Glasgow in november 2005 bleek al gauw dat Peter Gabriel, vooral vanwege albumopnamen, het zich niet kon veroorloven op tournee te gaan. Na deze afwijzing besloten Collins, Rutherford en Banks, toen Gabriel en Hackett vertrokken waren, als trio op tournee te gaan.
Vanaf juni tot en met oktober 2007 trokken Collins, Rutherford en Banks, met ook nog Chester Thompson en Daryl Stuermer, langs verscheidene Europese, Amerikaanse en Canadese steden met een licht- en podiumshow, inclusief een 30 meter hoog podium met een scherm dat maar liefst 9 miljoen leds bevat, meer dan ooit voor een rockconcert.

## Pensioen
Op de vraag of er ook een nieuw soloalbum zal komen, antwoordde Collins dat hij veel materiaal heeft geschreven, vooral na zijn scheiding, maar dat hij op dit moment geen behoefte meer heeft aan het uitbrengen van het materiaal. Hij schrijft vooral voor zichzelf en heeft geen zin in alle werkzaamheden die horen bij het maken en promoten van een nieuw album.
In een interview tijdens de Folk Awards in februari 2008 refereerde Collins nogmaals aan zijn 'pensioen'. Hij vertelt dat het enige wat hij wil op dit moment is van zijn pensioen genieten, maar dat sommige mensen hem er telkens toe proberen over te halen om weer voor publiek te gaan spelen.
Hij wil zijn tijd nu vooral gebruiken om samen te zijn met zijn twee zoontjes en dochter Lily Collins en om zijn hobby's golfen en zeilen te kunnen beoefenen. Muziek uitbrengen of optredens geven is vooralsnog verleden tijd voor hem.

### Going Back: het Motowncoveralbum
In september 2010 verscheen Collins' Motownalbum Going Back. Het album bevat covers van diverse Motownartiesten en blijft, aldus Collins, zo trouw mogelijk aan de originele versies van de nummers. Als voorproefje was het nummer Too Many Fish in the Sea, oorspronkelijk door The Marvelettes opgenomen in 1964, gratis te downloaden op zijn website.
De opnames van de drumpartijen waren uiterst lastig. Collins had verminderd gevoel in zijn handen en soms moesten de drumstokken aan zijn armen vastgebonden worden en dikwijls kon er maar 10 seconden aan één stuk worden opgenomen. Een nekblessure, met complicaties in zijn rug, die twee jaar eerder werd vastgesteld, was hier de oorzaak van en dit betekende uiteindelijk het einde van zijn carrière als drummer. Het album bereikte onder andere in Nederland en Engeland de eerste plaats in de albumlijsten.

### Einde van zijn carrière
In maart 2011 gaf Collins te kennen met zijn carrière te willen stoppen. Reden hiervoor was o.a. een nekkwetsuur en zenuwletsel in zijn handen waardoor hij niet meer kan drummen. Het verzamelalbum Hits werd nog uitgegeven, maar het is inderdaad stiller rond Collins. Hij zet zich nog wel in voor verschillende organisaties voor het goede doel en heeft een boek geschreven over de slag om de Alamo, zijn grote interesse.

### Nieuwe nummers
Hij mocht dan in 2011 wel gezegd hebben te willen stoppen, maar zijn zoons hebben hem in november 2013 eindelijk weer zover gekregen om iets met muziek te gaan doen. Aan de Scotland Herald vertelt Collins dat hij het creatieve proces miste. De zanger ziet het niet zitten om weer lang op tournee te gaan, omdat hij dan te lang weg is van zijn vijf kinderen. Maar Phil Collins zegt dat hij muziek maken op zich nog steeds heel erg leuk vindt. "Ik heb besloten dat ik het schrijven van creatieve stukken miste, dus ik probeer de draad weer op te pakken", zegt Collins. In januari 2014 maakt hij bekend dat hij nieuwe muziek gaat schrijven voor het derde studioalbum van zangeres Adele.

### Not Dead Yet
Enkele dagen voor het verschijnen van zijn autobiografie Not Dead Yet op 20 oktober 2016 kondigde Collins aan weer te gaan touren. In juni 2017 zal hij samen met een van zijn zonen de Royal Albert Hall in Londen, de Lanxess Arena in Köln en de Accor Hotels Arena in Parijs aandoen. Zijn zoon nam hierbij de rol van drummer op zich.
Elf van de veertien concerten die hij in deze drie steden gaf, waren binnen een halve dag uitverkocht.

### Gestopt met muziek
In maart 2022 trad Collins voor het laatst op met Genesis en werd zijn pensioen nu echt definitief. Wegens gezondheidsproblemen zong hij zittend, langer rechtstaan lukte niet meer door de pijn in zijn benen en handen. Zijn zoon nam zijn plaats in achter de drums. Begin 2025 kondigde hij aan ernstig ziek te zijn en geen energie meer te hebben om met muziek bezig te zijn.

## Privéleven
Elk van Collins' drie huwelijken is geëindigd in een echtscheiding. Hij trouwde in 1975 met een Canadese. Ze ontmoetten elkaar als studenten in een dramaklas in Londen. Ze kregen een zoon, geboren in 1976, die later ook zanger en drummer werd. Collins werd stiefvader van zijn vrouws dochter, welke een Canadese actrice zou worden.
Collins ontmoette zijn tweede vrouw in 1980. Ze waren getrouwd van 1984 tot 1996 en kregen een dochter, Lily Collins, geboren in 1989. Lily Collins is actrice, schrijfster en model.
Collins trouwde met zijn derde vrouw Orianne Cevey in 1999 en ze kregen twee zonen. Een daarvan, Nic is ook drummer geworden. Ze kochten een huis in Begnins, Zwitserland, met uitzicht op het meer van Genève. Op 16 maart 2006 kondigden zij hun echtscheiding aan en scheidden officieel op 17 augustus 2008. In 2016 werd bekend dat Collins en zijn laatste (ex-)vrouw weer terug bij elkaar waren.
In oktober 2020 diende Collins een uitzettingsbevel in tegen Cevey, nadat ze in augustus in het geheim met een andere man was getrouwd. Collins verkocht zijn mini-paleis in Miami in 2021 voor $ 39,25 miljoen.

## Studiomuzikanten en materiaal

### Enkele muzikanten
- Stephen Bishop – achtergrondzang
- Gary Barnacle – saxofoon
- Alex Brown – achtergrondzang
- Paul Bushnell – bas
- Eric Clapton – gitaar
- Daryl Stuermer – gitaar
- Chester Thompson – drums
- David Crosby – achtergrondzanger
- Martyn Ford – dirigent
- David Frank – bas en keyboards
- Peter Gabriel – achtergrondzang
- John Giblin – bas
- Nick Glennie-Smith – keyboards
- Alphonso Johnson – bas
- Marva King – achtergrondzang
- Arif Mardin – dirigent
- Dominic Miller – gitaar
- James Muhoberec – keyboards
- Pino Palladino – bas
- Joe Partridge – slidegitaar
- Tim Pierce – gitaar
- Eric Rigler – orgel
- James Sangar – programmeur
- Ronnie Scott – tenorsaxofoon
- L. Shankar – stem-effecten en viool
- Sting – achtergrondzang
- Helen Terry – achtergrondzang
- Steve Winwood – Hammondorgel
- Mark Knopfler – gitaar
- Leland Sklar – bas
- Nathan East – bas

### Materiaal
Collins maakt gebruik van Gretsch-drums en Sabian-bekkens.
- Drums (allen enkelzijdige 'concert toms' behalve de snaredrum): 20" Bass Drum - 18" Floor Tom - 16" Floor Tom - 15" Mounted Tom - 12" Tom - 10" Tom - 8" Tom - 14"x4" Snare - 14" Phil Collins Special
- Bekkens: HH Medium Crash 20" - HH Extra Thin Crash 17" - hihats 15" - HH Chinese 20" - HH Medium-Thin Crash 16" - HH Chinese 22" - HH Raw Bell Dry Ride 21
- Tot 1986 speelde Collins op Paiste- en Zildjian-bekkens. Enkele andere drums die hij speelde zijn Premier, Noble & Cooley, Pearl, Simmons en Ludwig. Collins maakt gebruik van een Ludwig Speed King-pedaal en drumstokken van Pro Mark.
- Andere instrumenten die Collins' typerende geluid geven zijn onder andere de Roland CR-78, de Sabian Hardstyle Techno digi drum pad Z-45 en de Roland TR-808 drum-computers, evenals de elektrische piano Yamaha CP-70.

## Discografie

### Albums
| Album met eventuele hitnotering(en) in de Nederlandse Album Top 100 | Datum van verschijnen | Datum van binnenkomst | Hoogste positie | Aantal weken | Opmerkingen                               |
| ------------------------------------------------------------------- | --------------------- | --------------------- | --------------- | ------------ | ----------------------------------------- |
| Face Value                                                          | 09-02-1981            | 21-02-1981            | 1(4wk)          | 21           |                                           |
| Hello, I Must Be Going!                                             | 01-11-1982            | 13-11-1982            | 2               | 19           |                                           |
| No Jacket Required                                                  | 25-01-1985            | 02-03-1985            | 1(10wk)         | 30           |                                           |
| 12"ers                                                              | 10-1987               | -                     |                 |              | Remixalbum                                |
| ...But Seriously                                                    | 07-11-1989            | 02-12-1989            | 1(6wk)          | 82           |                                           |
| Serious Hits... Live!                                               | 1990                  | 17-11-1990            | 1(5wk)          | 73           | Livealbum                                 |
| Both Sides                                                          | 08-11-1993            | 20-11-1993            | 2               | 34           |                                           |
| Dance into the Light                                                | 22-10-1996            | 26-10-1996            | 3               | 19           |                                           |
| Hits                                                                | 02-10-1998            | 10-10-1998            | 1(1wk)          | 64           | Verzamelalbum                             |
| Tarzan                                                              | 18-05-1999            | 04-12-1999            | 51              | 15           | met Mark Mancina / Soundtrack             |
| A Hot Night in Paris                                                | 1999                  | -                     |                 |              | als The Phil Collins Big Band / Livealbum |
| Testify                                                             | 12-11-2002            | 23-11-2002            | 2               | 48           |                                           |
| Brother Bear                                                        | 23-10-2003            | 08-11-2003            | 38              | 15           | met Mark Mancina / Soundtrack             |
| Love Songs: A Compilation... Old and New                            | 24-09-2004            | 02-10-2004            | 6               | 33           |                                           |
| Going Back                                                          | 10-09-2010            | 18-09-2010            | 1(3wk)          | 21           |                                           |
| Singles (Not Dead Yet)                                              | 14-10-2016            | 22-10-2016            | 18              | 2            |                                           |

| Album met hitnotering(en) in de Vlaamse Ultratop 200 albums | Datum van verschijnen | Datum van binnenkomst | Hoogste positie | Aantal weken | Opmerkingen                   |
| ----------------------------------------------------------- | --------------------- | --------------------- | --------------- | ------------ | ----------------------------- |
| Dance into the Light                                        | 22-10-1996            | 02-11-1996            | 15              | 12           |                               |
| ...Hits                                                     | 02-10-1998            | 10-10-1998            | 4               | 40           | Verzamelalbum                 |
| Tarzan                                                      | 18-05-1999            | 18-12-1999            | 32              | 7            | met Mark Mancina / Soundtrack |
| Testify                                                     | 08-11-2002            | 23-11-2002            | 11              | 17           |                               |
| Brother Bear                                                | 24-10-2003            | 21-02-2004            | 35              | 10           | met Mark Mancina / Soundtrack |
| Love Songs - a Compilation... Old and New                   | 24-09-2004            | 09-10-2004            | 6               | 24           |                               |
| Going Back                                                  | 10-09-2010            | 18-09-2010            | 2               | 26           | Platina                       |
| Face Value                                                  | 09-02-1981            | 06-02-2016            | 54              | 7            |                               |
| Take a Look at Me Now...                                    | 29-01-2016            | 06-02-2016            | 62              | 4            |                               |
| Face Value                                                  | 09-02-1981            | 06-02-2016            | 54              | 7            |                               |
| Testify - Deluxe Edition                                    | 15-04-2016            | 23-04-2016            | 67              | 2            |                               |
| No Jacket Required                                          | 25-01-1985            | 23-04-2016            | 54              | 4            |                               |
| The Essential Going Back                                    | 10-06-2016            | 18-06-2016            | 62              | 2            |                               |
| ...But Seriously - Deluxe Edition                           | 10-06-2016            | 18-06-2016            | 44              | 3            |                               |
| The Singles                                                 | 14-10-2016            | 22-10-2016            | 7               | 95           |                               |
| Plays Well with the Others                                  | 28-09-2018            | 06-10-2018            | 98              | 2            |                               |

### Singles
| Single met eventuele hitnotering(en) in de Nederlandse Top 40 | Datum van verschijnen | Datum van binnenkomst | Hoogste positie | Aantal weken | Opmerkingen                                                                                   |
| ------------------------------------------------------------- | --------------------- | --------------------- | --------------- | ------------ | --------------------------------------------------------------------------------------------- |
| In the Air Tonight                                            | 1981                  | 21-02-1981            | 1(3wk)          | 12           | NOS Steunplaat / nr. 2 in de Nationale Hitparade / nr. 1 in de TROS Top 50 /                  |
| I Missed Again                                                | 1981                  | 25-04-1981            | tip5            | -            | nr. 28 in de Nationale Hitparade / nr. 34 in de TROS Top 50                                   |
| Thru' These Walls                                             | 1982                  | 23-10-1982            | tip12           | -            | nr. 48 in de Nationale Hitparade                                                              |
| You Can't Hurry Love                                          | 1982                  | 04-12-1982            | 1(2wk)          | 11           | nr. 1 in de Nationale Hitparade / nr. 1 in de TROS Top 50 / Veronica Alarmschijf Hilversum 3  |
| I Don't Care Anymore                                          | 1983                  |                       |                 |              |                                                                                               |
| It Don't Matter to Me                                         | 1983                  | 06-08-1983            | tip18           | -            | nr. 46 in de Nationale Hitparade                                                              |
| Against All Odds (Take a Look at Me Now)                      | 1984                  | 07-04-1984            | 10              | 10           | nr. 12 in de Nationale Hitparade / nr. 7 in de TROS Top 50                                    |
| Easy Lover                                                    | 1985                  | 05-01-1985            | 1(4wk)          | 14           | met Philip Bailey / nr. 2 in de Nationale Hitparade / nr. 1 in de TROS Top 50                 |
| Sussudio                                                      | 1985                  | 26-01-1985            | 3               | 12           | nr. 12 in de Nationale Hitparade / nr. 4 in de TROS Top 50 / Veronica Alarmschijf Hilversum 3 |
| One More Night                                                | 1985                  | 06-04-1985            | 15              | 8            | nr. 8 in de Nationale Hitparade / nr. 16 in de TROS Top 50                                    |
| Don't Lose My Number                                          | 1985                  | 22-06-1985            | tip10           | -            | nr. 44 in de Nationale Hitparade / nr. 46 in de TROS Top 50                                   |
| Separate Lives                                                | 1985                  | 12-10-1985            | tip4            | -            | met Marilyn Martin / nr. 43 in de Nationale Hitparade / nr. 33 in de TROS Top 50              |
| A Groovy Kind of Love                                         | 1988                  | 17-09-1988            | 1(1wk)          | 12           | nr. 2 in de Nationale Hitparade Top 100 / Veronica Alarmschijf Radio 3                        |
| Two Hearts                                                    | 1988                  | 03-12-1988            | 5               | 10           | nr. 6 in de Nationale Hitparade Top 100                                                       |
| In the Air Tonight ('88 Remix)                                | 1989                  | 22-04-1989            | 23              | 5            | nr. 17 in de Nationale Hitparade Top 100                                                      |
| Another Day in Paradise                                       | 1989                  | 04-11-1989            | 2               | 12           | nr. 1 in de Nationale Hitparade Top 100                                                       |
| I Wish It Would Rain Down                                     | 1990                  | 27-01-1990            | 3               | 11           | nr. 4 in de Nationale Top 100                                                                 |
| Something Happened on the Way to Heaven                       | 1990                  | 28-04-1990            | 5               | 8            | nr. 9 in de Nationale Top 100 / Veronica Alarmschijf Radio 3                                  |
| That's Just the Way It Is                                     | 1990                  | 28-07-1990            | 10              | 7            | nr. 13 in de Nationale Top 100                                                                |
| Do You Remember? (Live)                                       | 1990                  | 15-12-1990            | 20              | 5            | nr. 20 in de Nationale Top 100                                                                |
| Both Sides of the Story                                       | 1993                  | 30-10-1993            | 9               | 7            | nr. 8 in de Mega Top 50 / Alarmschijf / Megahit                                               |
| Everyday                                                      | 1994                  | 12-02-1994            | 37              | 3            | nr. 28 in de Mega Top 50                                                                      |
| We Wait and We Wonder                                         | 1994                  | -                     |                 |              | nr. 36 in de Mega Top 50                                                                      |
| Dance into the Light                                          | 1996                  | 28-09-1996            | 23              | 3            | nr. 14 in de Mega Top 50 / Megahit                                                            |
| Wear My Hat                                                   | 1997                  | -                     |                 |              | nr. 90 in de Mega Top 100                                                                     |
| True Colors                                                   | 1998                  | 10-10-1998            | tip19           | -            | nr. 73 in de Mega Top 100                                                                     |
| You'll Be in My Heart                                         | 1999                  | 21-08-1999            | 37              | 5            | nr. 35 in de Mega Top 100                                                                     |
| Strangers Like Me                                             | 1999                  | 04-12-1999            | tip18           | -            | nr. 75 in de Mega Top 100                                                                     |
| In the Air Tonight                                            | 2001                  | 11-08-2001            | 33              | 5            | met Lil' Kim / nr. 30 in de Mega Top 100                                                      |
| Can't Stop Loving You                                         | 2002                  | 16-11-2002            | 3               | 18           | nr. 3 in de Mega Top 100                                                                      |
| The Least You Can Do                                          | 2003                  | 22-02-2003            | tip9            | -            | nr. 78 in de B2B Single Top 100                                                               |
| Home                                                          | 2003                  | 07-06-2003            | tip20           | -            | met Bone Thugs-n-Harmony / nr. 83 in de B2B Single Top 100                                    |
| Look Through My Eyes                                          | 2003                  | 01-11-2003            | 14              | 14           | nr. 18 in de Mega Top 50                                                                      |
| (Love Is Like a) Heatwave                                     | 2010                  | 24-07-2010            | tip9            | -            | nr. 82 in de B2B Single Top 100                                                               |

| Single met hitnotering(en) in de Vlaamse Ultratop 50 | Datum van verschijnen | Datum van binnenkomst | Hoogste positie | Aantal weken | Opmerkingen                                      |
| ---------------------------------------------------- | --------------------- | --------------------- | --------------- | ------------ | ------------------------------------------------ |
| In the Air Tonight                                   | 10-02-1981            | 07-03-1981            | 3(3wk)          | 11           | Nr. 3 in de Radio 2 Top 30                       |
| I Missed Again                                       | 27-02-1981            | 09-05-1981            | 30              | 6            | Nr. 22 in de Radio 2 Top 30                      |
| You Can't Hurry Love                                 | 19-11-1982            | 18-12-1982            | 1(3wk)          | 13           | Nr. 1 in de Radio 2 Top 30                       |
| Against All Odds (Take a Look at Me Now)             | 26-03-1984            | 14-04-1984            | 4               | 11           | Nr. 3 in de Radio 2 Top 30                       |
| Easy Lover                                           | 21-11-1984            | 12-01-1985            | 4(4wk)          | 12           | met Philip Bailey / Nr. 3 in de Radio 2 Top 30   |
| Sussudio                                             | 14-01-1985            | 02-02-1985            | 6(3wk)          | 11           | Nr. 6 in de Radio 2 Top 30                       |
| One More Night                                       | 01-04-1985            | 13-04-1985            | 9(2wk)          | 8            | Nr. 8 in de Radio 2 Top 30                       |
| Don't Lose My Number                                 | 01-07-1985            | 20-07-1985            | 22              | 5            | Nr. 20 in de Radio 2 Top 30                      |
| Separate Lives                                       | 11-11-1985            | 19-10-1985            | 25              | 6            | met Marilyn Martin / Nr. 18 in de Radio 2 Top 30 |
| A Groovy Kind of love                                | 22-08-1988            | 17-09-1988            | 1(2wk)          | 13           | Nr. 1 in de Radio 2 Top 30                       |
| Two Hearts                                           | 29-11-1988            | 03-12-1988            | 3(2wk)          | 13           | Nr. 3 in de Radio 2 Top 30                       |
| Another Day in Paradise                              | 09-10-1989            | 11-11-1989            | 1(6wk)          | 16           | Nr. 1 in de Radio 2 Top 30                       |
| I Wish It Would Rain Down                            | 08-01-1990            | 03-02-1990            | 3               | 12           | Nr. 4 in de Radio 2 Top 30                       |
| Something Happened on the Way to Heaven              | 16-04-1990            | 05-05-1990            | 8               | 9            | Nr. 9 in de Radio 2 Top 30                       |
| That's Just the Way It Is                            | 28-07-1990            | 11-08-1990            | 19              | 7            | Nr. 10 in de Radio 2 Top 30                      |
| Do You Remember?                                     | 01-11-1990            | 01-12-1990            | 22              | 7            | Nr. 13 in de Radio 2 Top 30                      |
| Both Sides of the Story                              | 18-10-1993            | 13-11-1993            | 7               | 11           | Nr. 7 in de Radio 2 Top 30                       |
| Everyday                                             | 03-01-1994            | 29-01-1994            | 26              | 5            | Nr. 18 in de Radio 2 Top 30                      |
| We Wait and We Wonder                                | 29-04-1993            | 11-06-1994            | 38              | 1            | Nr. 29 in de Radio 2 Top 30                      |
| Dance into the Light                                 | 20-09-1996            | 19-10-1996            | 50              | 1            |                                                  |
| True Colors                                          | 26-10-1998            | 03-10-1998            | tip6            | -            |                                                  |
| You'll Be in My Heart                                | 31-05-1999            | 07-08-1999            | 34              | 4            |                                                  |
| In the Air Tonite                                    | 16-07-2001            | 11-08-2001            | 7(2wk)          | 14           | met Lil' Kim / Nr. 7 in de Radio 2 Top 30        |
| Can't Stop Loving You                                | 04-11-2002            | 07-12-2002            | 16(4wk)         | 16           | Nr. 6 in de Radio 2 Top 30                       |
| The Least You Can Do                                 | 14-02-2003            | 22-02-2003            | tip12           | -            |                                                  |
| Look Through My Eyes                                 | 13-10-2003            | 06-12-2003            | tip12           | -            |                                                  |
| (Love Is Like a) Heatwave                            | 27-08-2010            | 18-09-2010            | tip16           | -            |                                                  |

### Dvd's
| Dvd's met hitnoteringen in de Nederlandse Music Top 30             | Datum van verschijnen | Datum van binnenkomst | Hoogste positie | Aantal weken | Opmerkingen |
| ------------------------------------------------------------------ | --------------------- | --------------------- | --------------- | ------------ | ----------- |
| Live and Loose in Paris                                            | 2000                  | 15-07-2000            | 3               | 87           |             |
| Serious Hits... Live!                                              | 2003                  | 06-09-2003            | 2               | 36           |             |
| Finally... The First Farewell Tour                                 | 2004                  | 13-11-2004            | 1(1wk)          | 160          |             |
| Going Back - Live at Roseland Ballroom NYC                         | 2010                  | 06-11-2010            | 7               | 36           |             |
| Live at Montreux 2004                                              | 2012                  | 31-03-2012            | 3               | 36           |             |
| Going Back - Live at Roseland Ballroom NYC / Live at Montreux 2004 | 2015                  | 31-01-2015            | 26              | 1            |             |

| Dvd's met hitnoteringen in de Vlaamse Ultratop muziek-dvd top 10/20 | Datum van verschijnen | Datum van binnenkomst | Hoogste positie | Aantal weken | Opmerkingen |
| ------------------------------------------------------------------- | --------------------- | --------------------- | --------------- | ------------ | ----------- |
| Finally... The First Farewell Tour                                  | 2004                  | 20-11-2004            | 4               | 36           |             |
| Going Back - Live at Roseland Ballroom, NYC                         | 2010                  | 06-11-2010            | 7               | 2            |             |
| Live at Montreux 2004                                               | 2012                  | 31-03-2012            | 9               | 1            |             |

### NPO Radio 2 Top 2000
| Nummers met noteringen in de NPO Radio 2 Top 2000 | '99  | '00 | '01  | '02  | '03  | '04  | '05  | '06  | '07  | '08  | '09  | '10  | '11  | '12  | '13  | '14  | '15  | '16  | '17  | '18  | '19  | '20  | '21  | '22  | '23  | '24  |
| ------------------------------------------------- | ---- | --- | ---- | ---- | ---- | ---- | ---- | ---- | ---- | ---- | ---- | ---- | ---- | ---- | ---- | ---- | ---- | ---- | ---- | ---- | ---- | ---- | ---- | ---- | ---- | ---- |
| A Groovy Kind of Love                             | 645  | -   | 1093 | 1146 | 1025 | 1095 | 1582 | 1599 | 1960 | 1482 | -    | 1915 | -    | 1438 | -    | -    | -    | -    | -    | -    | -    | -    | -    | -    | -    | -    |
| Against All Odds (Take a Look at Me Now)          | 98   | 152 | 132  | 153  | 159  | 170  | 238  | 230  | 395  | 215  | 274  | 308  | 394  | 240  | 307  | 370  | 393  | 352  | 282  | 320  | 269  | 272  | 277  | 316  | 340  | 284  |
| Another Day in Paradise                           | 113  | 253 | 233  | 225  | 166  | 207  | 250  | 323  | 567  | 281  | 436  | 439  | 367  | 322  | 286  | 392  | 413  | 406  | 390  | 316  | 344  | 337  | 373  | 360  | 357  | 305  |
| Can't stop loving you                             | ×    | ×   | ×    | -    | -    | -    | -    | 388  | 448  | 845  | 556  | 537  | 663  | 563  | 586  | 738  | 791  | 844  | 1004 | 766  | 839  | 921  | 1032 | 1124 | 1246 | 930  |
| Easy Lover (met Philip Bailey)                    | 503  | 627 | 679  | 660  | 654  | 716  | 994  | 1110 | 1371 | 943  | 1336 | 1381 | 1509 | 991  | 1214 | 1243 | 1278 | 1508 | 1663 | 887  | 645  | 852  | 904  | 920  | 902  | 1064 |
| I Wish It Would Rain Down                         | -    | -   | -    | -    | -    | -    | 1289 | 918  | 1048 | 1494 | 972  | 1026 | 974  | 1115 | 984  | 1050 | 1095 | 1066 | 1129 | 964  | 1109 | 1080 | 1162 | 1156 | 1328 | 1131 |
| In the Air Tonight                                | 72   | 127 | 81   | 81   | 56   | 75   | 106  | 102  | 143  | 95   | 109  | 113  | 115  | 102  | 106  | 97   | 87   | 54   | 48   | 41   | 48   | 36   | 37   | 46   | 52   | 45   |
| One More Night                                    | 883  | -   | 1026 | 1312 | 962  | 933  | 1107 | 1033 | 1242 | 1091 | 1607 | 1703 | 1815 | 1848 | 1991 | 1838 | -    | -    | -    | -    | -    | -    | -    | -    | -    | -    |
| Something Happened on the Way to Heaven           | -    | -   | -    | -    | -    | -    | -    | -    | 1730 | -    | 1856 | 1895 | 1830 | -    | 1405 | 1591 | 1708 | 1775 | 1911 | 1583 | 1643 | 1711 | 1682 | 1894 | -    | 1926 |
| Sussudio                                          | 1681 | -   | 1349 | 1645 | 1640 | 1807 | 1644 | 1820 | -    | 1904 | -    | -    | -    | -    | -    | -    | -    | -    | -    | -    | -    | -    | -    | -    | -    | -    |
| Take Me Home                                      | -    | -   | -    | -    | -    | -    | -    | -    | -    | -    | -    | -    | -    | -    | -    | -    | -    | -    | -    | -    | 1922 | 1648 | 1603 | 1920 | 1953 | 1902 |
| That's just the way it is                         | -    | -   | -    | -    | -    | -    | -    | -    | -    | -    | -    | -    | -    | 1957 | -    | -    | -    | -    | -    | -    | -    | -    | -    | -    | -    | -    |
| Two Hearts                                        | 1589 | -   | 1767 | 1669 | 1600 | 1726 | 1834 | 1846 | -    | 1932 | -    | -    | -    | -    | -    | -    | -    | -    | -    | -    | -    | -    | -    | -    | -    | -    |
| You Can't Hurry Love                              | -    | -   | 799  | 846  | 722  | 800  | 842  | 961  | 1291 | 938  | 1360 | 1269 | 1493 | 1689 | 1436 | 1568 | 1576 | 1358 | 1612 | 1190 | 1080 | 1162 | 1243 | 1405 | 1373 | 1924 |
| You'll Be in My Heart                             | -    | -   | -    | -    | -    | -    | 862  | 523  | 444  | 808  | 487  | 486  | 577  | 594  | 450  | 558  | 537  | 678  | 657  | 526  | 608  | 572  | 617  | 565  | 540  | 556  |

1. ↑  Een '-' betekent dat het nummer niet was genoteerd, een '×' betekent dat het nummer nog niet was uitgebracht en een vetgedrukt getal geeft de hoogste notering van een nummer aan.

### Verkopen

#### Genesis
Wereldwijde verkoopcijfers van Genesisalbums met Collins als zanger:
| Jaar                                                                              | Albumnaam                                                                         | Verkoopcijfers |
| --------------------------------------------------------------------------------- | --------------------------------------------------------------------------------- | -------------- |
| 1976                                                                              | A Trick of the Tail                                                               | 5.000.000      |
| 1977                                                                              | Wind & Wuthering                                                                  | 4.000.000      |
| 1978                                                                              | ...And Then There Were Three...                                                   | 6.000.000      |
| 1980                                                                              | Duke                                                                              | 8.000.000      |
| 1981                                                                              | Abacab                                                                            | 12.000.000     |
| 1983                                                                              | Genesis                                                                           | 18.000.000     |
| 1986                                                                              | Invisible Touch                                                                   | 24.000.000     |
| 1991                                                                              | We Can't Dance                                                                    | 22.000.000     |
| Totaal, met albums uit de Peter Gabriel-periode, live-albums en compilaties       | Totaal, met albums uit de Peter Gabriel-periode, live-albums en compilaties       | 159.000.000    |
| Totaal van Genesis met Phil Collins als zanger, zonder live-albums en compilaties | Totaal van Genesis met Phil Collins als zanger, zonder live-albums en compilaties | 99.000.000     |

#### Soloalbums
Wereldwijde verkoopcijfers van Collins' soloalbums:
| Jaar                                    | Albumnaam                               | Verkoopcijfers |
| --------------------------------------- | --------------------------------------- | -------------- |
| 1981                                    | Face Value                              | 19.000.000     |
| 1982                                    | Hello, I Must Be Going!                 | 15.000.000     |
| 1985                                    | No Jacket Required                      | 32.000.000     |
| 1989                                    | ...But Seriously                        | 26.000.000     |
| 1993                                    | Both Sides                              | 10.000.000     |
| 1996                                    | Dance into the Light                    | 5.000.000      |
| 2002                                    | Testify                                 | 5.000.000      |
| Totaal, zonder livealbum en compilaties | Totaal, zonder livealbum en compilaties | 112.000.000    |
| Totaal, met livealbums en compilaties   | Totaal, met livealbums en compilaties   | 155.000.000    |

Totale albumverkopen zowel solo als met Genesis bedragen: 314.000.000 stuks.

## Prijzen
- 1984: Grammy Award voor Best Pop Vocal Performance – Against All Odds (Take a Look at Me Now)
- 1985: Grammy Award voor Album of the Year – No Jacket Required
- 1985: Grammy Award voor Producers of the Year – No Jacket Required
- 1985: Grammy Award voor Best Pop Vocal Performance – No Jacket Required
- 1985: MTV Video Music Award voor Best Overall Performance – Easy Lover
- 1986: MTV Video Music Award voor Best Stage Performance – Easy Lover
- 1986: Brit Award voor Best British Album – No Jacket Required
- 1986: Brit Award voor Best British Artist
- 1989: Brit Award voor Best British Artist
- 1989: Brit Award voor Best Soundtrack Album – Buster Soundtrack
- 1989: Golden Globe Award voor Best Original Song for a Motion Picture – Two Hearts
- 1989: Grammy Award voor Best Song Written Specifically for a Motion Picture – Two Hearts
- 1990: Brit Award voor Best British Single – Another Day in Paradise
- 1990: Brit Award voor Best British Artist
- 1990: Grammy Award voor Record of the Year – Another Day in Paradise
- 1990: American Music Award voor Favourite Pop/Rock Artist
- 1990: American Music Award voor Favourite Pop/Rock Album – ...But Seriously
- 1991: American Music Award voor Favourite Pop/Rock Artist
- 1999: Grammy Award voor Best Soundtrack Album – Tarzan OST
- 1999: Golden Globe Award voor Best Original Song – You'll Be in My Heart
- 1999: Grammy Award voor Best Original Song – You'll Be in My Heart
- 1999: Academy Award (Oscar) voor Best Original Song – You'll Be in My Heart
- 2000: American Music Award voor Favorite Adult Contemporary Artist
- 2001: Platinum Europe Award – Hits
- 2002: Disney Legend Award

Op de in 2019 door het tijdschrift Rolling Stone gepubliceerde ranglijst van 100 beste drummers in de geschiedenis van de popmuziek kreeg Phil Collins de 43e plaats toegekend.

## Tournees
- Face Value/Hello I Must Be Going World Tour (21 november 1982 – 20 februari 1983)
- No Jacket Required World Tour (11 februari 1985 – 2 juli 1985)
- Serious Tour (23 februari 1990 – 3 oktober 1990)
- Both Sides Tour (1994–1995)
- Dance into the Light World Tour (28 februari 1997 – 17 december 1997)
  - Dvd: Live and Loose in Paris
- Phil Collins Big Band (12 juni 1998 – 3 oktober 1998)
- First Final Farewell Tour (2004–2005)
- Not Dead Yet Tour (2 juni – 27 november 2017)
- Still Not Dead Yet (2 juni - 19 oktober 2019)